# Trim (plaats)
Trim is een plaats in het Ierse graafschap County Meath. De plaats telt 6870 inwoners en is vooral bekend vanwege het Kasteel van Trim (Trim Castle) langs de rivier de Boyne. Trim is ook een van de zetels van het bisdom Meath & Kildare van de Church of Ireland.

## Afbeeldingen

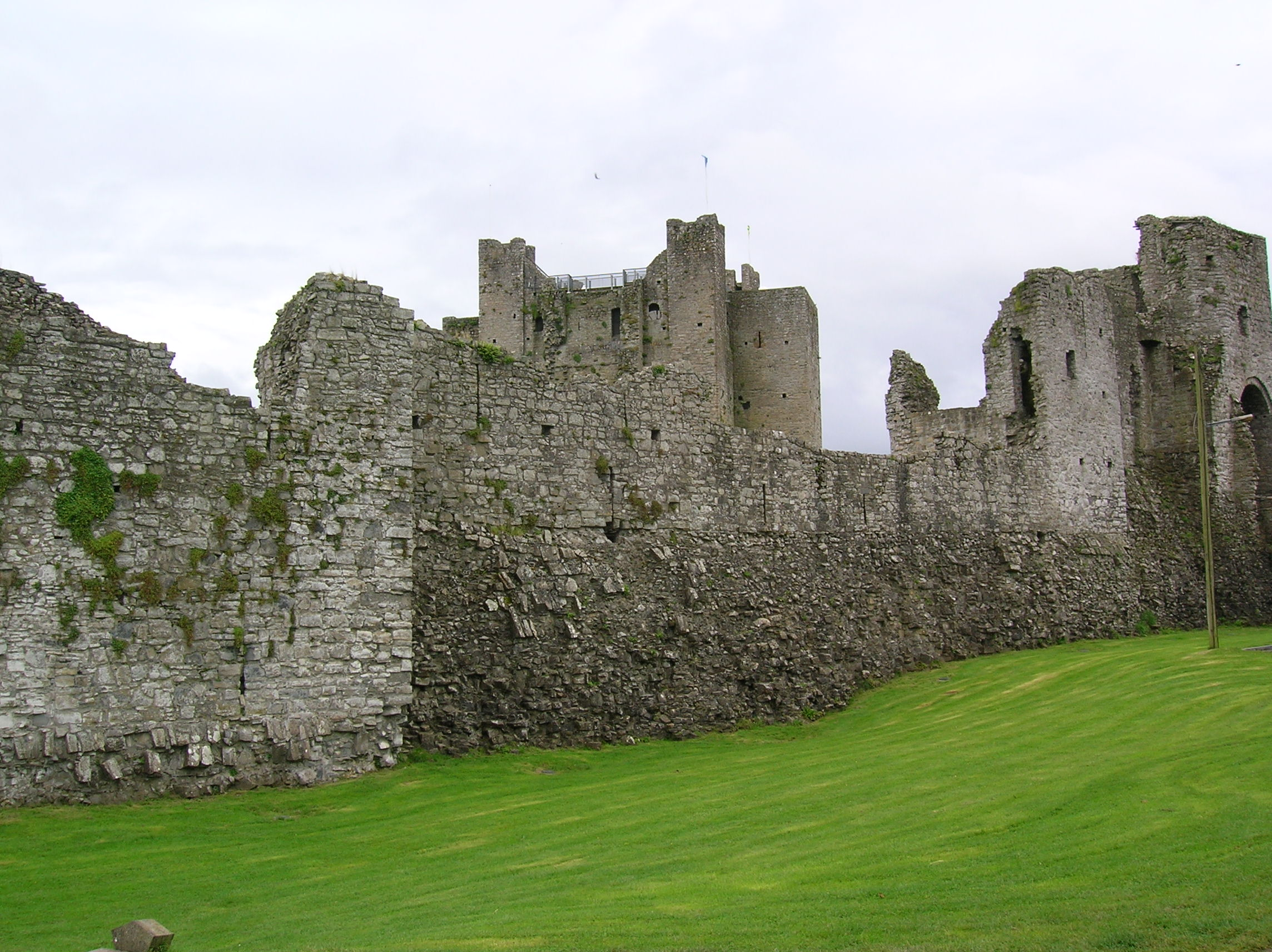
Kasteel van Trim Trim Castle
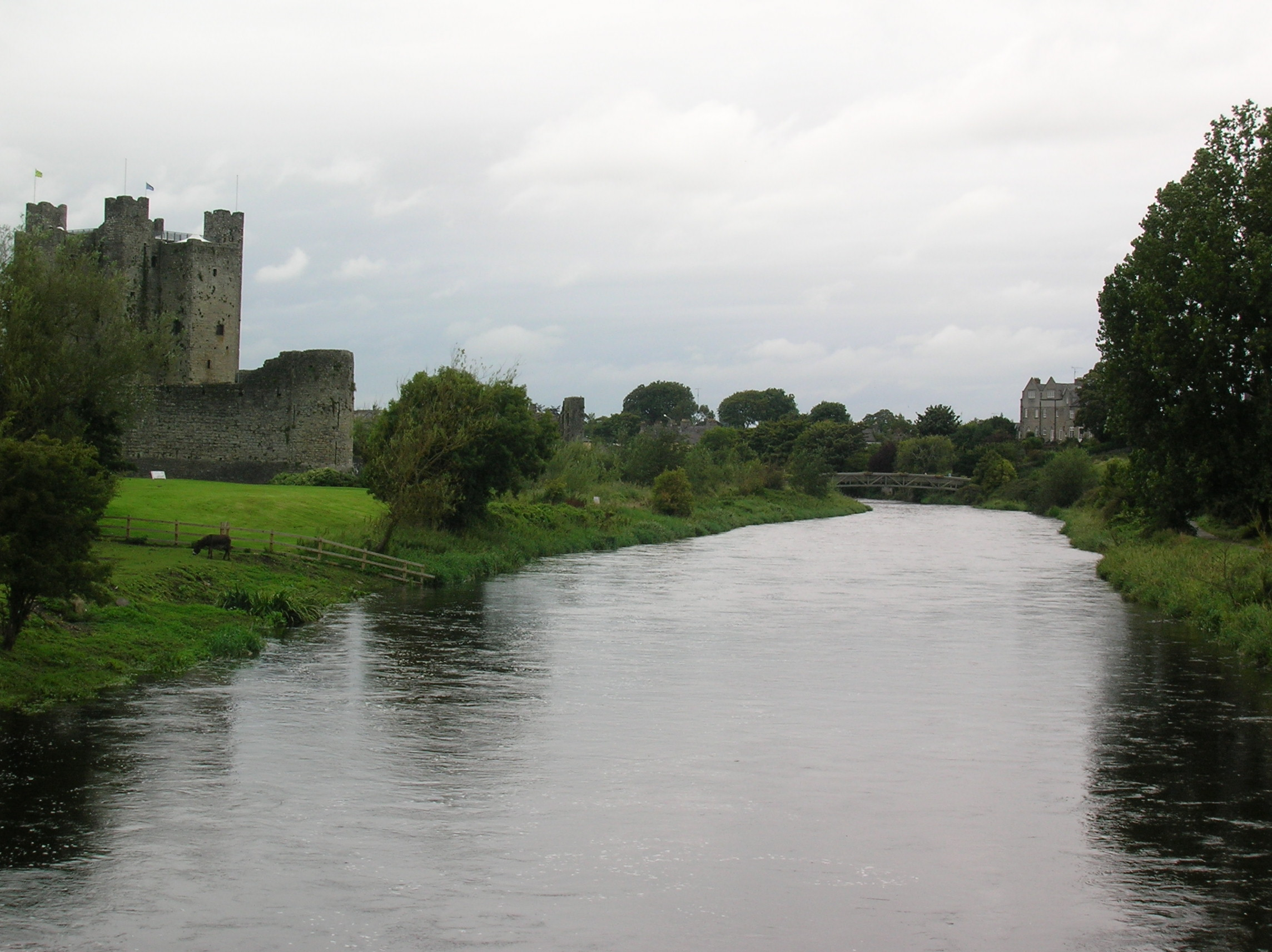
Kasteel van Trim bij de Boyne

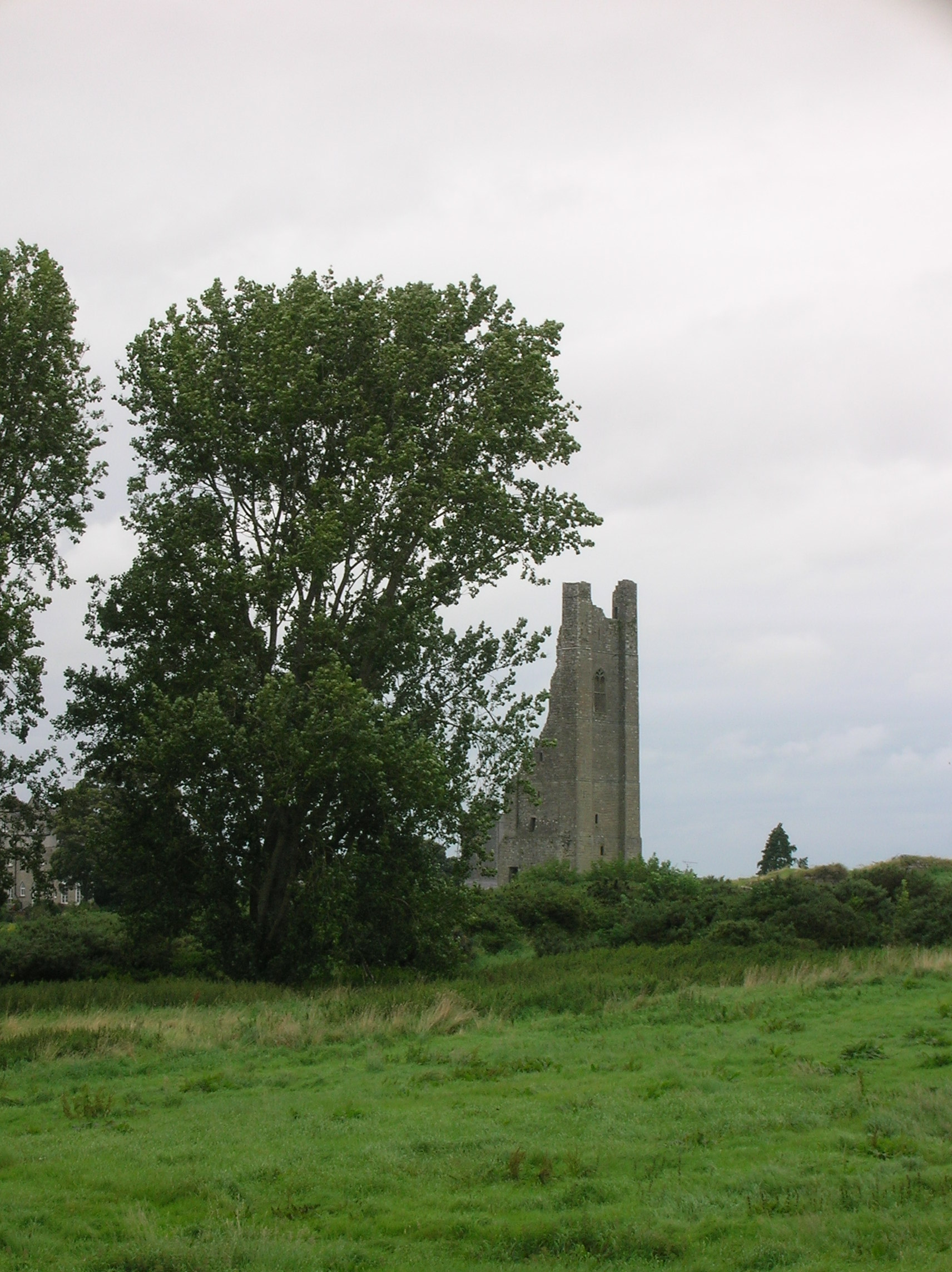
De "Gele Toren" The "Yellow Tower"
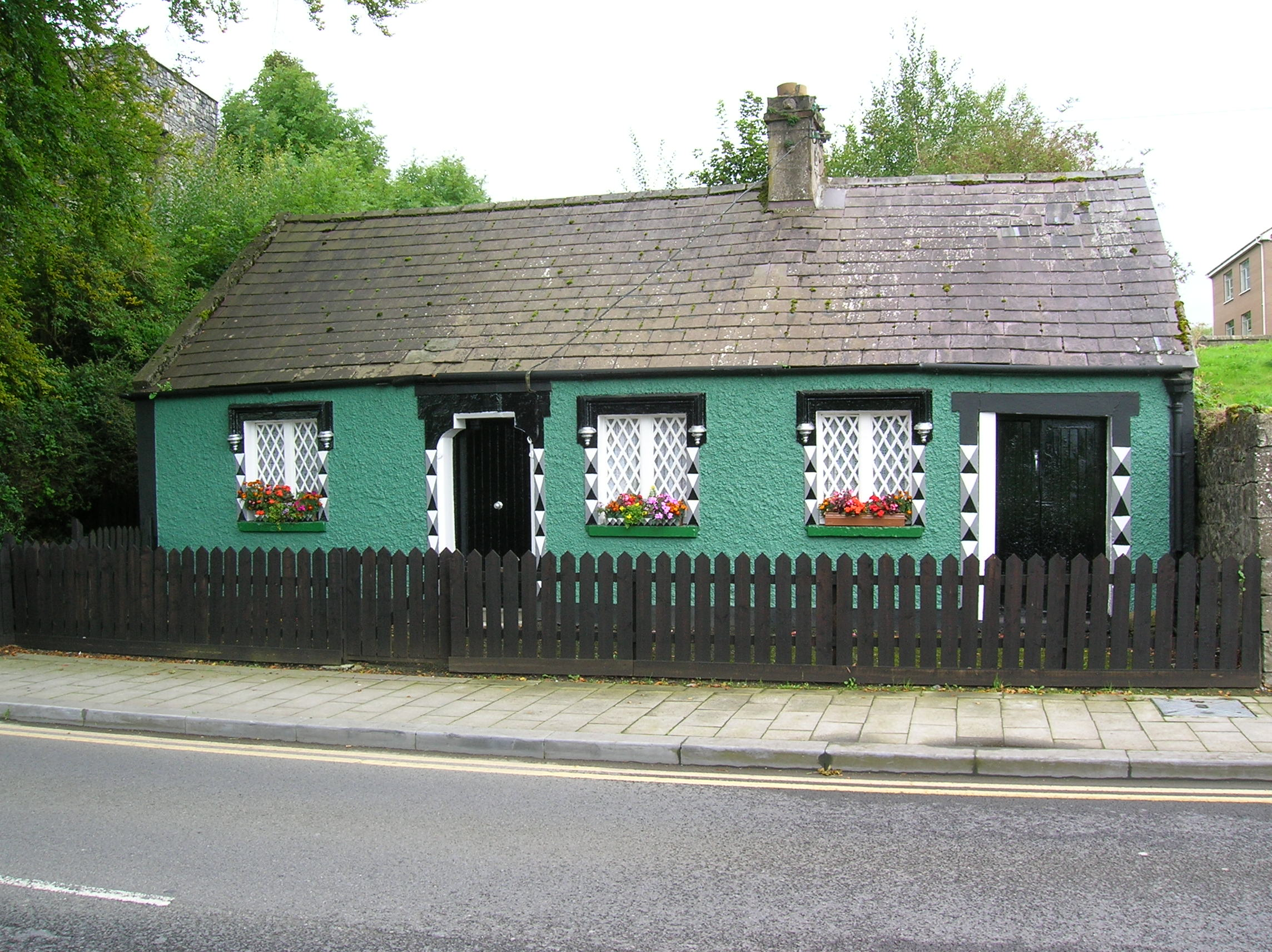
Charmant huisje in Trim